# 池田市五月山体育館
五月山体育館（さつきやまたいいくかん）は、大阪府池田市にある市立体育館である。

## 概要
1996年（平成8年）に開設される。バスケットボールコートで2面、バレーボールコートで3面、ハンドボールで1面、バドミントンで10面、フットサルコートで1面、卓球なら12面分使用できる。市民スポーツの使用が多い体育館であるが、プロバスケットボール大阪エヴェッサのホームアリーナの一つでもある。

### 大阪エヴェッサとの関わり
ホームゲーム開催だけではなく、エヴェッサが主催するイベントの会場としても利用されている。
ホームゲーム開催会場
公式戦
- 2005-2006シーズン：開催なし
- 2006-2007シーズン：開催なし
- 2007-2008シーズン：2試合(沖縄戦{1,524/1,785}人)
- 2008-2009シーズン：開催なし
- 2009-2010シーズン：4試合(仙台戦{1,093/1,372}人・大分戦{1,445/1,778}人）
- 2010-2011シーズン：4試合(京都戦{1,206/1,482}人・新潟戦{1,286/1,431}人)
- 2011-2012シーズン：開催なし
- 2012-2013シーズン：2試合(宮崎戦{1,298/1,426}人)
- 2013-2014シーズン：2試合(浜松戦{908/1,730}人)
- 2014-2015シーズン：2試合(京都戦)

プレシーズンマッチ
- 2005-2006シーズン：開催なし
- 2006-2007シーズン：1試合（富山戦）
- 2007-2008シーズン：1試合（大分戦）
- 2008-2009シーズン：1試合（浜松戦{1,650人}）[2]
- 2009-2010シーズン：1試合（京都戦{1,600人}）
- 2010-2011シーズン：開催なし
- 2011-2012シーズン：2試合（京都戦・滋賀戦）
- 2012-2013シーズン：開催なし
- 2013-2014シーズン：開催なし
- 2014-2015シーズン：開催なし

試合が開催される際には、1階に臨時スタンドを設置している。
これは1階移動観覧席で360席、2階観覧席で500席と合わせて860席しかないため、1000人以上の観客に対応する措置である。
ファン感謝祭開催会場
- 2010-2011シーズン：同シーズンのプレイオフ・カンファレンスセミファイナル(地区準決勝)出場により、4月29日に開催された[3]。

ちなみに大阪がプレイオフ・カンファレンスファーストステージ(地区1回戦)から出場となった時は、当体育館で4月29日・30日にプレイオフ2試合を行う予定となっていた。しかし上記のように、大阪はプレイオフ・カンファレンスセミファイナルからの出場となったため、当体育館での試合はなく、プレイオフは住吉スポーツセンターで開催された。
バスケットボールクリニック開催会場
- 2011年8月27日に阪急交通社の協力により開催された[5]。

## 所在地・アクセス
- 阪急宝塚本線 池田駅 または 石橋阪大前駅から阪急バス乗車、五月山公園・大広寺バス停下車（バスの本数は比較的多い）
- 阪急宝塚本線 池田駅から徒歩15分